# Hapoel Jerusalem Football Club
Hapoel "Paz" Jerusalem Football Club (em hebraico:  מועדון כדורגל הפועל "השלום" ירושלים, Moadon Kadouregel Hapoel haShalom Yerushalayim) foi um clube israelense de futebol, baseado na cidade de Jerusalém. Seu grande rival é o Beitar Jerusalém. O único título do clube é a Copa do Estado (de Israel) de 1973. Atualmente disputa a segunda divisão nacional, a Liga Leumit. 

## História
O clube foi fundado em 1926. O clube fechou as portas no dia 26 de agosto de 2019.

## Departamento de basquete
O Hapoel Jerusalém Basquete Clube (hebraico:הפועל ירושלים) , também conhecido como Hapoel Bank Yahav Jerusalem por motivos de patrocinadores, é uma agremiação profissional de basquetebol situada na cidade de Jerusalém, Israel que disputa atualmente a Ligat HaAl e a EuroCup.